# Grup de l'atacamita
El grup de l'atacamita és un grup de minerals de la classe dels minerals halurs format per setze espècies: atacamita, botallackita, clinoatacamita, gillardita, haydeeïta, herbertsmithita, hibbingita, iyoïta, kapellasita, kempita, leverettita, misakiïta, paratacamita, paratacamita-(Mg), paratacamita-(Ni) i tondiïta.
| Espècie         | Fórmula       |
| --------------- | ------------- |
| Atacamita       | Cu₂(OH)₃Cl    |
| Botallackita    | Cu₂(OH)₃Cl    |
| Clinoatacamita  | Cu₂(OH)₃Cl    |
| Gillardita      | Cu₃Ni(OH)₆Cl₂ |
| Haydeeïta       | Cu₃Mg(OH)₆Cl₂ |
| Herbertsmithita | Cu₃Zn(OH)₆Cl₂ |
| Hibbingita      | Fe2+ 2(OH)₃Cl |
| Iyoïta          | MnCuCl(OH)₃   |

| Espècie           | Fórmula            |
| ----------------- | ------------------ |
| Kapellasita       | Cu₃Zn(OH)₆Cl₂      |
| Kempita           | (mongol)(OH)₃Cl    |
| Leverettita       | Cu₃Co(OH)₆Cl₂      |
| Misakiïta         | Cu₃Mn(OH)₆Cl₂      |
| Paratacamita      | Cu₃(Cu,Zn)(OH)₆Cl₂ |
| Paratacamita-(Mg) | Cu₃(Mg,Cu)(OH)₆Cl₂ |
| Paratacamita-(Ni) | Cu₃(Ni,Cu)(OH)₆Cl₂ |
| Tondiïta          | Cu₃Mg(OH)₆Cl₂      |

La majoria d'aquestes espècies cristal·litzen en el sistema trigonal, excepte l'atacamita i la kempita, que ho fan a l'ortoròmbic, i la climoatacamita, la botallackita i l'iyoïta que són monoclínics.
Segons la classificació de Nickel-Strunz, els minerals del grup de l'atacamita pertanyen a "03.DA: Oxihalurs, hidroxihalurs i halurs amb doble enllaç, amb Cu, etc, sense Pb» juntament amb els següents minerals: melanotal·lita, belloïta, anatacamita, claringbul·lita, barlowita, simonkol·leïta, buttgenbachita, connel·lita, abhurita, ponomarevita, anthonyita, calumetita, khaidarkanita, bobkingita, avdoninita i droninoïta.
Els minerals d'aquest grup es troben força distribuits per tot el planeta. Pel que fa als territoris de parla catalana s'hi han descrit dues d'aquestes espècies:
- l'atacamita, a la mina la Amorosa, a la localitat de Vilafermosa (Alt Millars); i a la mina El Negre, a Xóvar (Alt Palància).
- la clinoatacamita, a la mines la Amorosa i Cueva de la Mina Antigua, totes dues a la localitat de Vilafermosa (Alt Millars).[2]